# Tiếng Ket
Tiếng Ket hay cụ thể hơn là Imbak và trước đây gọi là tiếng Enisei Ostyak, là một ngôn ngữ Xibia trong một thời gian dài được xem là ngôn ngữ tách biệt. Nó là ngôn ngữ duy nhất còn sống sót của ngữ hệ Enisei. Nó được nói dọc theo trung lưu Enisei bởi người Ket.
Ngôn ngữ này đang bị đe dọa, số lượng người nói tiếng Ket bản ngữ đã giảm từ 1.225 vào năm 1926 xuống còn 537 vào năm 1989. Theo điều tra dân số của UNESCO, con số này đã giảm xuống còn 150. Có một cuộc điều tra dân số năm 2005, nhưng số liệu ghi nhận bị nghi ngờ là bị thổi phồng. Một ngôn ngữ khác của ngữ hệ Enisei, tiếng Yugh, được cho là đã biến mất gần đây.

## Phân loại
Tiếng Ket là thành viên của ngữ hệ Enisei. Một số nhà ngôn ngữ học, bao gồm Joseph Greenberg, đã đề xuất một mối liên kết giữa tiếng Ket, các ngôn ngữ Enisei khác với nhóm ngôn ngữ Na-Dene ở Bắc Mỹ trong nghiên cứu cuối cùng của ông về các ngôn ngữ Á-Âu. Vào tháng 2 năm 2008, nhà ngôn ngữ học Edward Vajda cũng đã gửi một bài viết về mối quan hệ được đề xuất giữa tiếng Ket với các ngôn ngữ Na-Dene.
Các học giả Liên Xô đã cố gắng thiết lập mối quan hệ giữa tiếng Ket với tiếng Burushaski hoặc các ngôn ngữ Hán-Tạng (tạo nên một phần của giả thuyết Dené-Kavkaz). Không có kết luận gì trong số những nỗ lực này. Một số chuyên gia về ngôn ngữ Enisei vẫn cực kỳ hoài nghi và bác bỏ giả thuyết này (ví dụ Stefan Georg).

## Bảng chữ cái Ket
Trong những năm 1930, một bảng chữ cái dựa trên chữ Latinh đã được phát triển và sử dụng:
| A a | Ā ā | Æ æ | B b | Ç ç | D d | E e | Ē ē |
| Ə ə | F f | G g | H h | Ҕ ҕ | I i | Ī ī | J j |
| K k | L l | M m | N n | Ņ ņ | Ŋ ŋ | O o | Ō ō |
| P p | Q q | R r | S s | Ş ş | T t | U u | Ū ū |
| V v | Z z | Ƶ ƶ | Ь ь |     |     |     |     |

Trong những năm 1980, một bảng chữ cái mới, dựa trên chữ Kirin đã được tạo ra:
| А а | Б б | В в | Г г | Ӷ ӷ | Д д | Е е | Ё ё |
| Ж ж | З з | И и | Й й | К к | Ӄ ӄ | Л л | М м |
| Н н | Ӈ ӈ | О о | Ө ө | П п | Р р | С с | Т т |
| У у | Ф ф | Х х | Ц ц | Ч ч | Ш ш | Щ щ | Ъ ъ |
| Ә ә | Ы ы | Ь ь | ’   | Э э | Ю ю | Я я |     |

## Tình trạng hiện tại
Người Ket đã bị tập thể hóa và cuối cùng được gửi đến các trường nội trú chỉ dạy (bằng) tiếng Nga từ những năm 1930 đến 1960. Ngày nay, tiếng Ket được dạy như một môn học ở một số trường tiểu học, nhưng chỉ người lớn tuổi mới nói thông thạo và chỉ một số ít người nuôi dạy con cái bằng ngôn ngữ này. Kellog, Nga là nơi duy nhất mà tiếng Ket vẫn được dạy trong trường học. Từ lớp hai đến lớp bốn, học sinh được cấp sách tiếng Ket, nhưng sau đó, chúng chỉ có thể đọc Văn học Nga mô tả văn hóa Ket. Hiện tại không có người nói đơn ngữ được biết đến.

## Văn liệu
Karger, N. K. (1934). Кетский язык. — Языки и письменность народов Севера. Quyển Ч. III. Moscow, Leningrad.{{Chú thích sách}}:  Quản lý CS1: địa điểm thiếu nhà xuất bản (liên kết)
Kreinovich, E. A. (1968). Кетский язык. — Языки народов СССР. Т. V., Leningrad.
Georg, Stefan (2007). Introduction, Phonology, Morphology. Quyển 1. Folkestone, Kent, UK: Global Oriental Ltd. ISBN 978-1-901903-58-4. {{Chú thích sách}}: Đã bỏ qua |work= (trợ giúp)
Karger, N. K. (1934). Кетский язык. — Языки и письменность народов Севера. Quyển Ч. III. Moscow, Leningrad.{{Chú thích sách}}:  Quản lý CS1: địa điểm thiếu nhà xuất bản (liên kết)
Kreinovich, E. A. (1968). Кетский язык. — Языки народов СССР. Т. V., Leningrad.
Vajda, Edward J. (2000). Ket Prosodic Phonology. Quyển 15. Munich: Lincom Europa. {{Chú thích sách}}: Đã bỏ qua |work= (trợ giúp)
Vajda, M. Zinn, E.; Zinn, M. (2004). Morfologicheskii slovar ketskogo glagola: na osnove iuzhno-ketskogo dialekta. = Morphological dictionary of the Ket verb: Southern dialect /.
Vajda, Edward J.; Kari, J., Editor; Potter, B. (2010). Siberian Link with Na-Dene Languages The Dene–Yeniseian Connection. Quyển 5. Fairbanks: University of Alaska Fairbanks, Department of Anthropology. tr. 33–99. {{Chú thích sách}}: |first2= có tên chung (trợ giúp); Đã bỏ qua |work= (trợ giúp)Quản lý CS1: nhiều tên: danh sách tác giả (liên kết)
Kotorova, Elizaveta, and Andrey Nefedov (eds.) (2015). Comprehensive Ket Dictionary / Большой словарь кетского языка (2 vols). Languages of the World/Dictionaries (LW/D) 57. Munich: Lincom Europa.